# Burgstall im Eibental

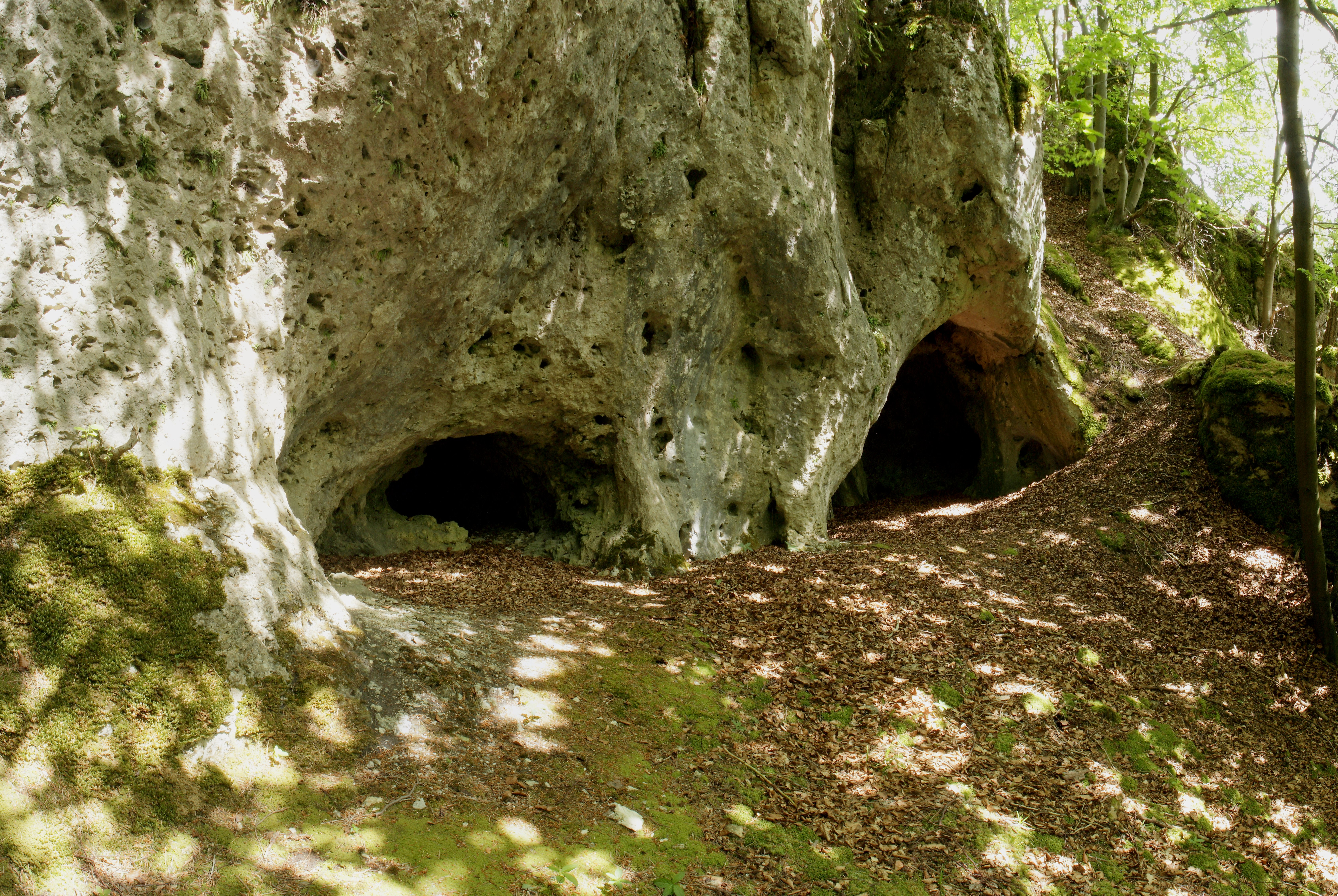
Die kleine Höhle im Burgfels (April 2012)

Der Burgstall im Eibental ist der Überrest einer abgegangenen hochmittelalterlichen Gipfelburg. Er liegt 750 Meter östlich der Einöde Eibenthal im gleichnamigen Eibental auf einer „Burgstall“ genannten 550 m ü. NN hohen Felskuppe in der oberfränkischen Gemeinde Betzenstein in Bayern, Deutschland. Von der Burg sind nur sehr wenige geschichtliche Daten bekannt, die außerdem noch aus der Zeit nach ihrer Zerstörung stammen. Erhalten hat sich von der Anlage keine Bausubstanz, nur Mörtelreste und Keramikscherben befinden sich noch auf der Burgstelle.

## Geschichte
Die einzige Nachricht über diese Burg stammt aus den Jahren 1366/68 mit dem Eintrag im Neuböhmischen Salbuch: „item das Burgstall in dem Eibental und das Hagholz, gehört zu Strahlenfels und ist Lehen von den Landgrafen und das tragen die einem König zu Böhmen Dietrich und Heinrich die Wildensteiner zu dem Rothenberg“. Wie daraus hervorgeht, war die Burg zu dieser Zeit bereits zerstört und wurde deshalb Burgstall genannt. Außerdem erfährt man, dass die Burg im Besitz der Landgrafen von Leuchtenberg war, die sie dem böhmischen König zu Lehen auftrugen. Der König gab sie zusammen mit dem zur etwa vier Kilometer westlich gelegenen Burg Strahlenfels gehörenden Hagholz als Afterlehen an Dietrich und Heinrich von Wildenstein. Dieser Adelsfamilie gehörten neben der Burg Strahlenfels auch die Burgen Rothenberg und Wildenfels, ihr Stammsitz war die Burg Wildenstein im Altmühltal bei Dietfurt an der Altmühl.
Die frühere Burg ist als Bodendenkmal D-4-6334-0068 „Mittelalterlicher Burgstall sowie Höhle mit Funden vorgeschichtlicher und mittelalterlicher Zeitstellung“ vom Bayerischen Landesamt für Denkmalpflege erfasst.

## Beschreibung
Die Burgstelle liegt auf einem Dolomitkegel der nach Norden steil (Titelbild), an den restlichen Seiten mehrere Meter senkrecht abfällt. Bebauungsspuren gibt es keine mehr auf der Kuppe, nur Mörtelreste und Keramikscherben sind noch zu finden. An der Nordseite der Felskuppe befindet sich eine kleine Höhle, die wohl von den Burgbewohnern als Keller genutzt wurde. Dort wurden ebenfalls mittelalterliche Keramikbruchstücke gefunden, die sich im Archäologischen Museum in Bayreuth befinden, außerdem auch Keramik der Vorgeschichte.